# Bergen Neck

Bergen Neck, lokalt ibland även kallad Bayonne Peninsula, Hudson Peninsula eller South Hudson, är en halvö på USA:s östkust, belägen i Hudson County i delstaten New Jersey. Den omges av Newark Bay i väst, sundet Kill Van Kull och Staten Island i söder och New York Bay i öst. Halvön upptas helt av städerna Bayonne på halvöns södra udde vid Bergen Point och de södra delarna av staden Jersey City på halvöns norra del.